# Trionyx de Chine
Pelodiscus sinensis
Espèce
Synonymes
- Trionyx sinensis Wiegmann, 1835
- Trionyx stellatus japonica Temminck & Schlegel, 1834
- Trionyx tuberculatus Cantor, 1842
- Tyrse perocellata Gray, 1844
- Trionyx schlegelii Brandt, 1857
- Landemania irrorata Gray, 1869
- Psilognathus laevis Heude, 1880
- Temnognathus mordax Heude, 1880
- Gomphopelta officinae Heude, 1880
- Coelognathus novemcostatus Heude, 1880
- Tortisternum novemcostatum Heude, 1880
- Ceramopelta latirostris Heude, 1880
- Coptopelta septemcostata heude, 1880
- Cinctisternum bicinctum Heude, 1880
- Trionyx cartilagineus newtoni Ferreira, 1897
- Amyda schlegelii haseri Pavlov, 1932
- Amyda schlegelii licenti Pavlov, 1932
- Amyda schlegelii laoshanica Pavlov, 1933

Statut de conservation UICN

 VU A1d+2d : Vulnérable
Pelodiscus sinensis, la Trionyx de Chine ou Tortue à carapace molle de Chine est une espèce de tortues de la famille des Trionychidae. C’est une tortue d’eau douce qui a une vaste répartition allant des bassins de l’Oussouri et de l’Amour en Russie, les deux Corée, la Chine, le Japon jusqu’au Vietnam. Mais c’est aussi une espèce menacée à l’état sauvage car elle a été abondement prélevée dans la nature pour être consommée par les hommes et être employée dans la pharmacopée traditionnelle chinoise. Depuis la fin du XXe siècle, de gros investissements ont été faits dans de grandes stations d’élevage capables de mettre sur le marché des centaines de millions de trionyx d’élevage.

## Nomenclature et étymologie
L’espèce reçoit sa première description zoologique en 1834 par le zoologiste allemand Wiegmann sous le nom de Trionyx sinensis. Le genre Trionyx avait été établi par le naturaliste Étienne Geoffroy Saint-Hilaire en 1809. En 1836, le zoologiste autrichien Fitzinger divise le genre Trionyx en cinq sections 1. Trionyx s. str. 2. Aspidonectes 3. Platypeltis 4. Pelodiscus 5. Amyda. Les caractères de Trionix s. str. sont « Ossicula marginalia distincts », ceux de Pelodiscus sont « ossicula marginalia nulla ». Ce nouveau genre, Pelodiscus, créé par Fitzinger, contient T. sinensis Wiegm qui devient par conséquent Pelodiscus sinensis (Wiegm. 1835). De nouvelles espèces de tortue à carapace molle ont depuis été décrites : 1) Pelodiscus sinensis 2) P. maacki 3) P. axenaria 4) P. parviformis 5) P. variegatus. Pendant longtemps, les scientifiques ont cru qu’il ne s’agissait que d’une seule et même espèce : la tortue à carapace molle de Chine, Pelodiscus sinensis.
L'épithète spécifique sinensis qui est composé de sin[o], « Chine », et du suffixe latin -ensis, « qui vit dans, qui habite », lui a été donné en référence au lieu de sa découverte.

## Description

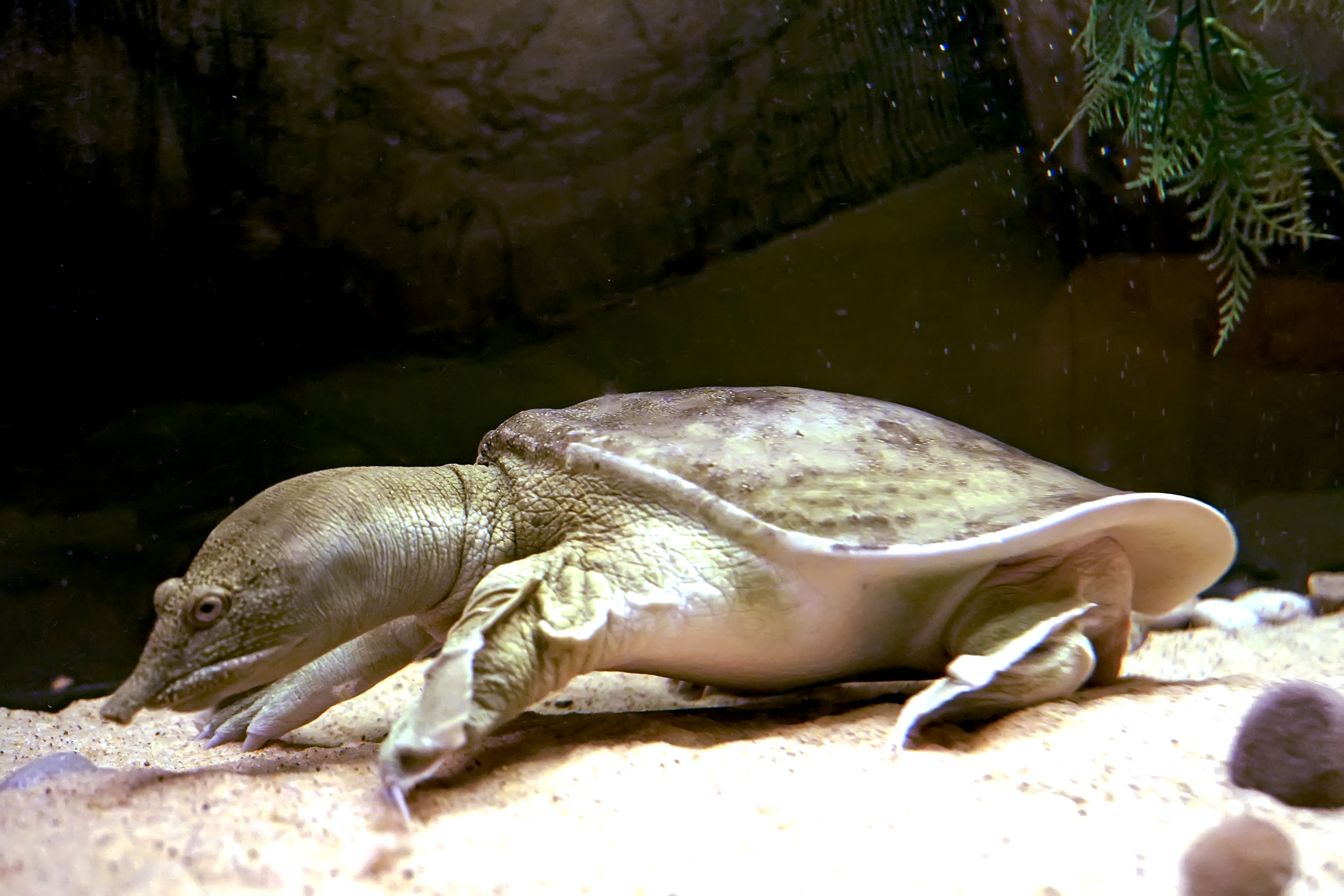
Pelodiscus sinensis

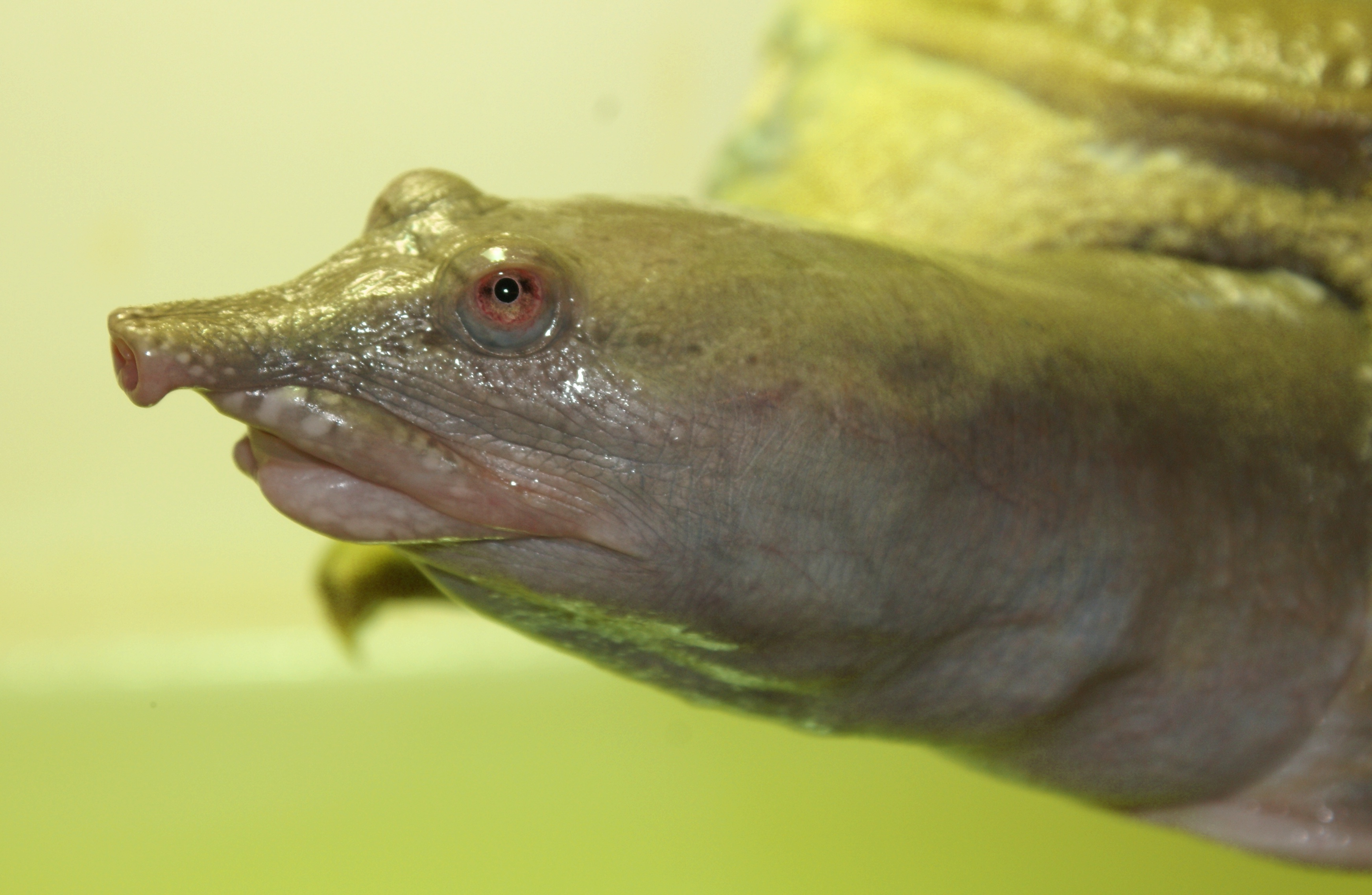
Tête de Pelodiscus sinensis, nez cylindrique, grosses lèvres

Pelodiscus sinensis fait partie des tortues dites « molles » car leur carapace supérieure est souple sur les bords et sans écaille rigide kératinisée. La partie centrale de la dossière comporte un os comme pour les autres tortues (voir photo ci-dessous). Le corps mesure environ 26-30 cm, un peu plus pour la femelle et un peu moins pour le mâle. La carapace est ovale, plate, avec un bord souligné par un léger bourrelet au-dessus du cou et des pattes. Elle est couverte d’une peau douce, de couleur vert olivâtre ou brun jaunâtre et peut avoir des taches sombres bordées de jaune chez les individus plus jeunes. Les mâles ont un cou et une queue plus longs que ceux des femelles. Le plastron est blanc grisâtre[réf. nécessaire].
La tête est assez épaisse, avec deux yeux ronds, prolongée par un nez, conique à la base et tubulaire à l’extrémité qui leur permet de respirer discrètement en surface de l’eau. La gueule n’a pas de dent mais elle est pourvue de mâchoires tranchantes. Le cou est long et peut rapidement s’étirer pour attraper une proie. Les pattes se terminent par cinq doigts palmés dont les trois intérieurs sont dotés de griffes acérées. La tête et les membres peuvent être rétractés à l’intérieur de la carapace. Comme tous les reptiles, sa température interne varie et s’accorde à la température ambiante. Son métabolisme décline fortement quand la température de l’eau descend en-dessous de 20 °C. Elle cesse de se nourrir à une température inférieure à 15 °C et entre en hibernation en s’enfouissant dans la boue quand la température est inférieure à 10 °C. En plus des poumons pour respirer l’air, elle utilise un organe pharyngé avec des branchies semblables à des villosités pour obtenir l'oxygène de l'eau ambiante. Ce qui lui permet d’hiberner sous l’eau pendant de longs mois.
C'est une tortue très vive, bonne nageuse, vorace, dotée d'un assez mauvais caractère et qui cherche à mordre lorsqu'elle est manipulée. Certaines populations sont plus agressives que d'autres, comme celle du fleuve Rouge au Vietnam. 
Les journées ensoleillées d’été, elles montent sur la berge pour s’exposer au soleil durant 2 à 3 heures par jour. Elles se débarrassent ainsi des pathogènes de surface (bactéries et champignons) et la lumière stimule le métabolisme du calcium et du phosphore nécessaire à leur carapace osseuse.

## Alimentation
La tortue à carapace molle est principalement carnivore : elle se nourrit de poissons, crevettes, écrevisses, mollusques, insectes vivants ou morts, de charognes, mais aussi de plantes aquatiques et de graines.
Les tortues à carapace molles sont voraces et si elles manquent de nourriture, elles peuvent s'entre-dévorer[réf. nécessaire]. Durant le jour, elles se cachent dans l’eau ou s’enfouissent dans le limon, et sortent la nuit pour chercher leur nourriture. Elles ont une disposition agressive comme certains carnivores mais plongent se cacher sous l’eau lorsqu’un bruit ou une ombre d’homme se produisent.

## Reproduction

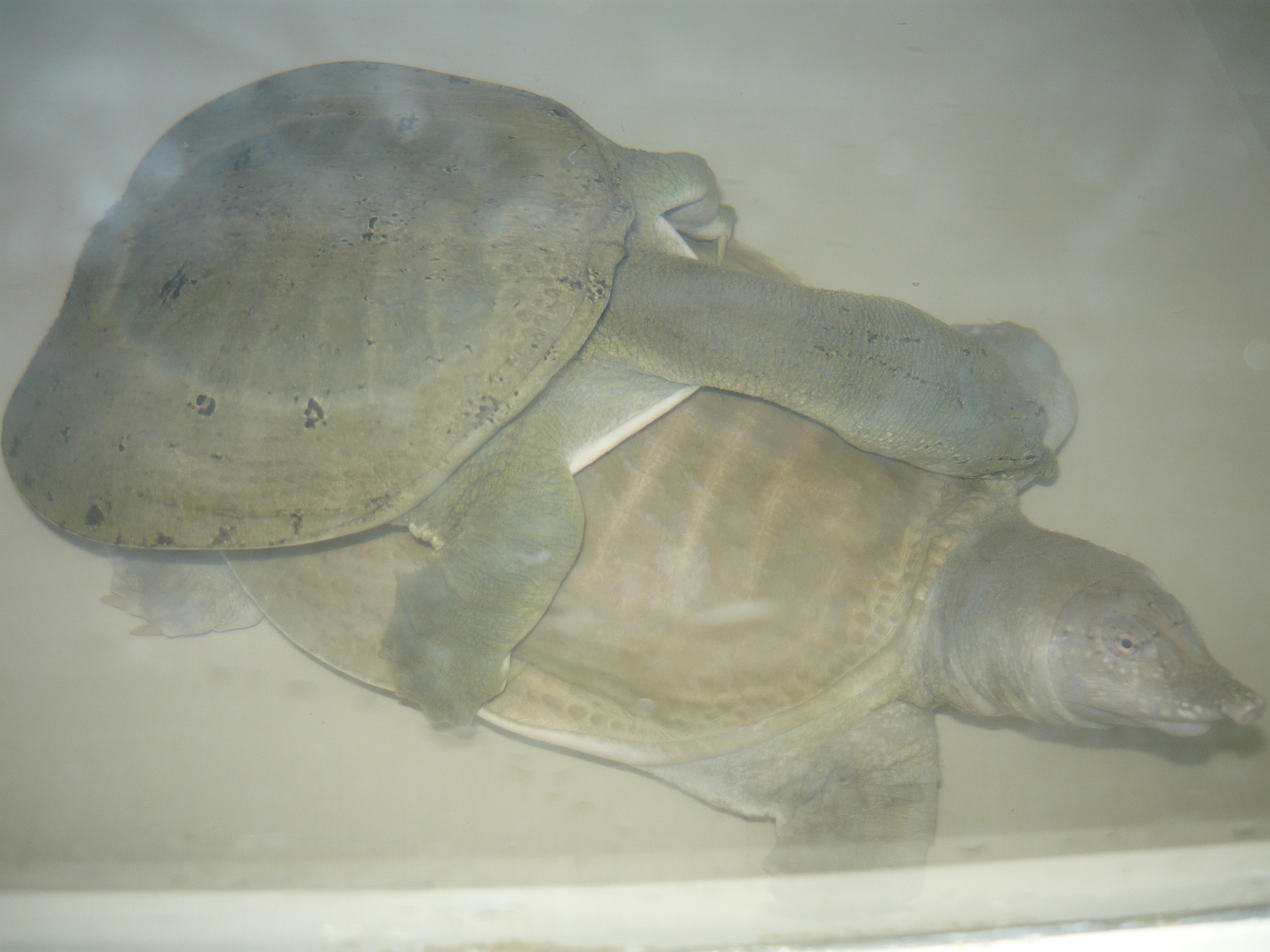
Accouplement

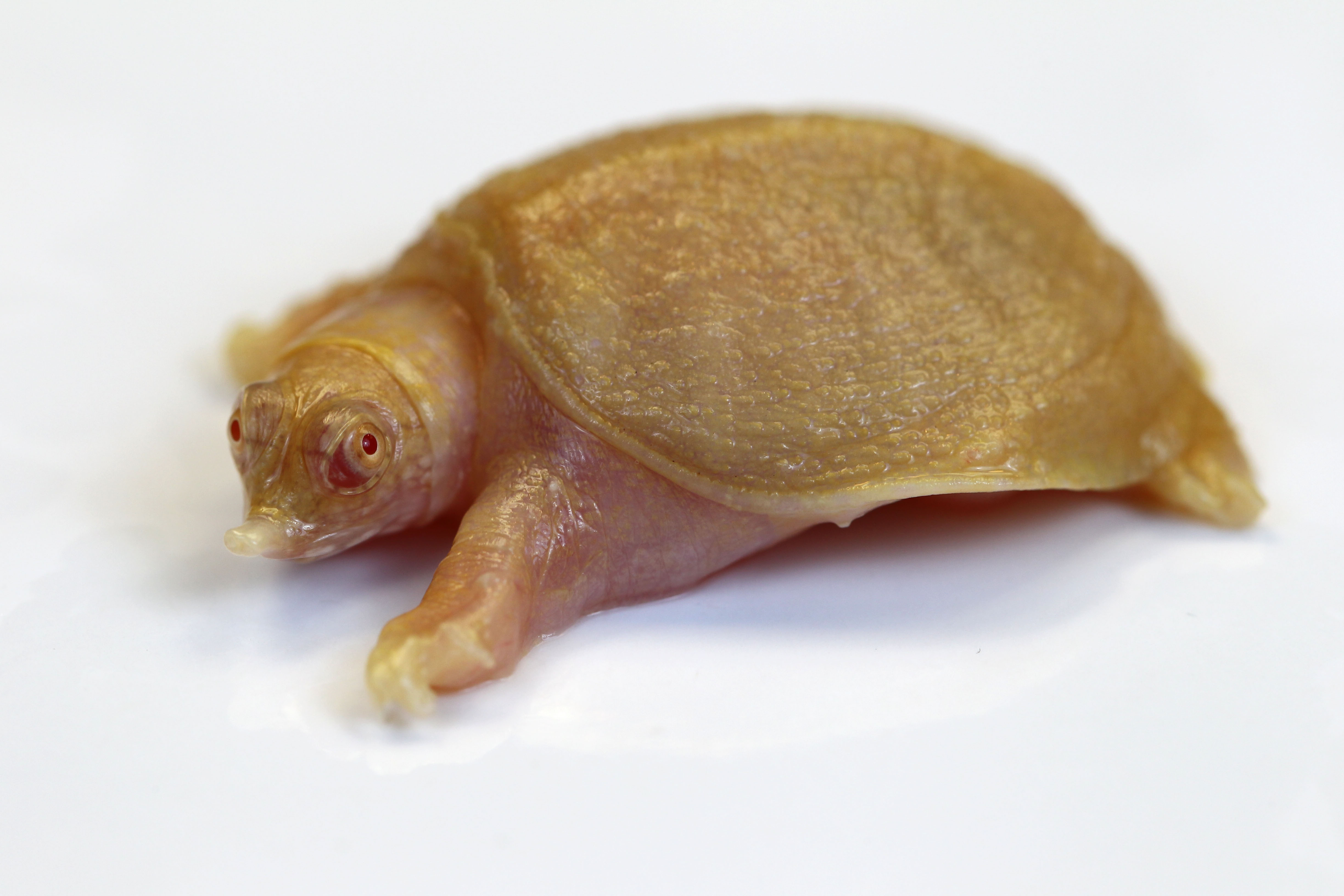
Jeune albinos

Les tortues à carapace molle atteignent leur maturité sexuelle entre 4 et 6 ans. Elles s’accouplent aussi bien à la surface que sous l’eau. La saison de reproduction va du début du printemps jusqu’à la fin de l’automne. C’est à cette époque qu’elles peuvent bénéficier de la plage de températures la plus appropriée pour la reproduction de 25 à 32 °C.
Pour s’accoupler, le mâle s’agrippe sur la femelle, tout en lui mordant violemment le cou et les membres. La femelle peut conserver dans ses oviductes des spermatozoïdes viables pendant environ six mois. Elle pondra entre 2 et 5 fois par an dans un trou sur la rive, qu’elle creusera et rebouchera. Les nids se composent de 8 à 30 œufs sphériques, blancs, d’environ 20-24 mm mm de diamètre. 
La durée d’incubation varie entre 55 et 60 jours. Les nouveau-nés ont une dossière presque ronde, olivâtre, portant des ocelles noirs cerclés de jaune clair et plusieurs lignes longitudinales de petits tubercules. Les jeunes peuvent grandir très vite, sans doute pour échapper aux prédateurs, et dans les élevages, les juvéniles de 5 g atteignent 1 000 g après une seule année d'engraissement.
Chez les tortues la température peut « forcer » la détermination du sexe. Une étude scientifique chinoise de 2019 laisse penser que l'embryons de P. sinensis dispose, durant un certain temps, d'un certain pouvoir de « choix » de sa destinée sexuelle, pouvoir qu'il exerce en se déplaçant vers une zone un peu plus chaude ou fraîche dans l'œuf. Chez cette espèce si tous les embryon peuvent se positionner dans un endroit de l'œuf où la température n’est ni trop chaude ni trop froide (29 °C) pour eux, alors le sex-ratio sera à la naissance à peu près parfait. 
Si cette hypothèse est confirmée chez d'autres espèces de tortues, ce comportement pourrait contribuer à sauver certaines espèces face au réchauffement climatique, au moins si la température ne monte pas trop, faute de quoi, il finirait par ne rester que des femelles qui ne seraient plus fécondées, ce qui condamnerait l'espèce. Bien que minuscules, les embryons se montrent déjà capables de détecter de petites différences de température et de s’installer dans la partie de l'œuf donnant la meilleure chance de survie.

## Miction orale
Des chercheurs de l'Université de Singapour ont montré que cette tortue excrète l'urée seulement à 6 % par le cloaque et à 94 % par la gueule en effectuant des mictions orales dans de l'eau, via la cavité buccale. Cette particularité est permise par la présence d'un transporteur d'urée débouchant dans la muqueuse buccale alors qu'il est habituellement exprimé dans les reins. 
La miction via la vessie et le cloaque est consommatrice d'eau. Cette faculté d'uriner par la bouche économise donc de l'eau, ce qui permet à la Trionyx de Chine de vivre dans des eaux de mauvaise qualité car elle a moins besoin d'en ingurgiter, ce qui limite l'exposition de son système digestif au manque d'eau et à la pollution. Elle peut aussi évoluer dans de l'eau salée sans compromettre son équilibre osmotique.

## Croissance
La croissance de la tortue à carapace molle est relativement lente dans la nature. Par exemple, dans le bassin du Yangzi Jiang, la période d’hibernation peut durer six mois, parce que la température de l’eau est inférieure à 25 °C. Il lui faudra 4-5 ans pour atteindre une taille commercialisable. 
Mais dans des stations d’élevage où la température de l’eau est maintenue aux environs de 30 °C, avec de l’eau et de la nourriture de bonne qualité, la croissance est rapide et l’animal peut atteindre la taille de 400 g, commercialisable, en 8 à 12 mois.

## Habitats
Les tortues molles de Chine vivent en eaux douces à faible courant : rivières, lacs, étangs, toute pièce d’eau où poissons et crevettes sont disponibles. Elles sont de très bonnes nageuses. Elles peuvent monter sur la terre ferme pour se mettre au soleil ou pour pondre.

## Répartition
La trionyx de Chine a une large aire de répartition, s’étendant du nord au sud de l’Asie orientale
- en Russie du sud-est (bassin de l'Oussouri et du fleuve Amour)
- dans les deux Corées
- en Chine dans les provinces du Anhui, du Fujian, du Gansu, du Guangdong, du Guangxi, du Guizhou, de Hainan, du Hebei, du Henan, à Hong Kong, du Hubei, du Hunan, du Jiangsu, du Jiangxi, du Shaanxi, du Shandong, du Shanxi, du Sichuan, du Yunnan et du Zhejiang ;
- à Taiwan ;
- au Japon dans les îles Honshū, Kyūshū et Shikoku.
- au Viêt Nam.

Elles ont été introduites et se sont naturalisées au Japon dans les îles Bonin et Nansei, en Thaïlande, en Malaisie, à Singapour, en Indonésie, au Timor oriental, aux Philippines, aux îles Mariannes du Nord, à Guam,  à Hawaï et en Espagne (au Sud, dans les marais du Guadalquivir).
En France, les individus présents dans le milieu naturel sont des animaux échappés de captivité ou relâchés volontairement. Cependant, contrairement à la Tortue de Floride, sa présence en milieu naturel est anecdotique et ne semble pas présenter de risque de naturalisation.

## Statut de conservation UICN
Dans la Liste rouge des espèces menacées de l'IUCN, Pelodiscus sinensis  est classée « espèce vulnérable ». On assiste à un déclin continu des populations sauvages.
Selon les chercheurs Shi haitao et al. (2008), l'une des principales menaces à la survie des tortues asiatiques est la demande en Chine de tortues à des fins de consommation alimentaire et médicinale.
La nouvelle prospérité chinoise a réactivé les anciennes routes commerciales vers l’Asie comme les doigts d’une main, pour ramener vers le marché chinois une multitude d’espèces sauvages de tortues. On peut voir sur les marchés de produits frais, ces animaux vivants horriblement maltraités, attendant d’être vendus pour l’alimentation des hommes ou pour servir de remèdes à la médecine chinoise traditionnelle (James E. Barzyck).

## Élevage
La tortue molle Pelodiscus sinensis est l’espèce de tortue la plus communément élevée en Chine, au Japon et en Asie du Sud-Est. Plus de 1500 méga-fermes d’élevage existent dans le sud de la Chine. Des fermes d’élevage de tortues molles existent aussi dans en Russie extrême-orientale, en Corée, au Timor (Indonésie), au Japon et en Thaïlande.
Les aliments pour tortues sont faits de poissons de faible valeur marchande, de crevettes, vers, escargots, de granulés ou de composition maison (mélange de son de riz, patate douce, tourteaux de soja et d’enzymes digestives).

## Utilisations

### Alimentaire

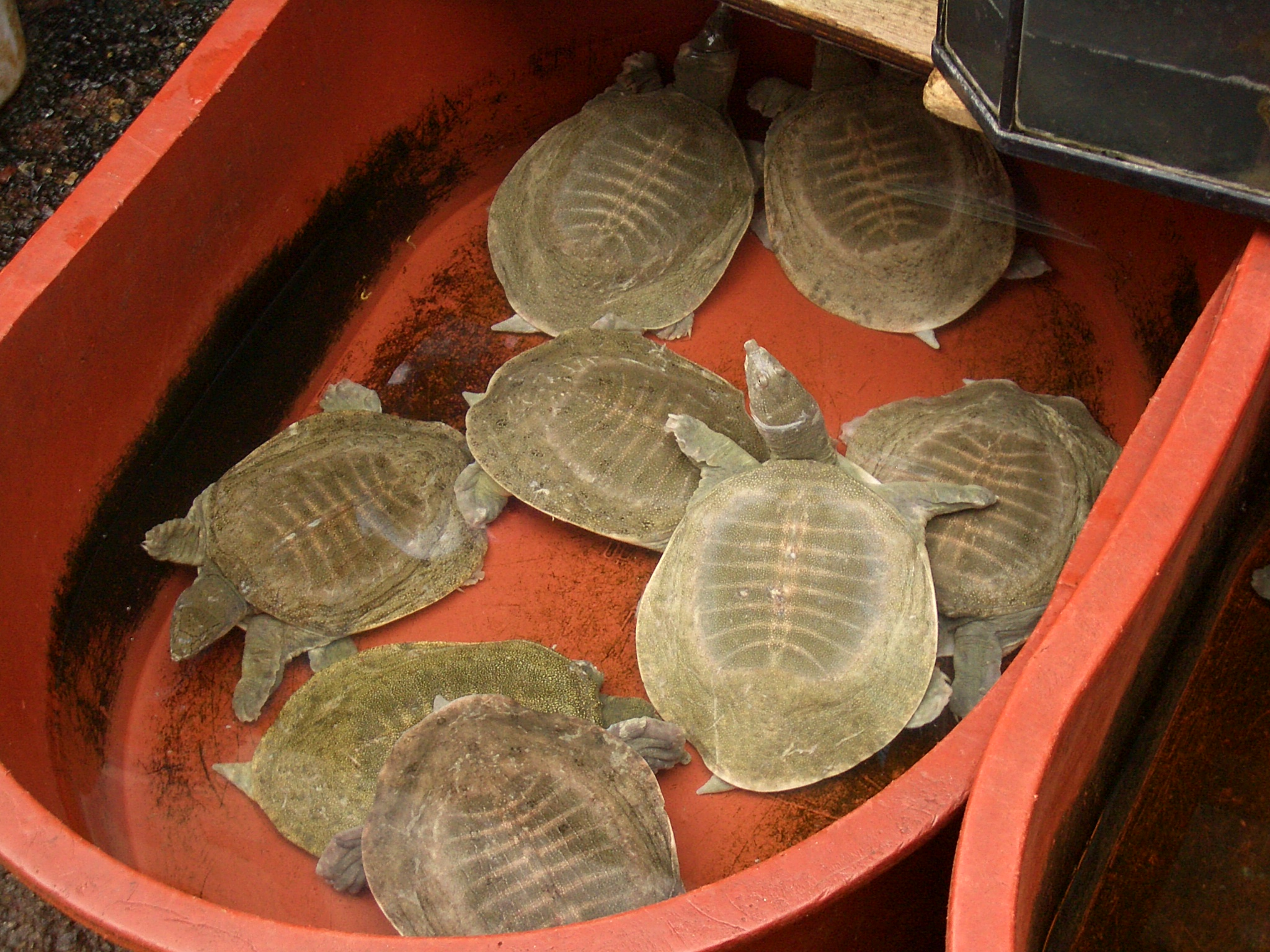
Tortues molles vendues vivantes dans un magasin de ginseng de Seoul (marché de Namdaemun).

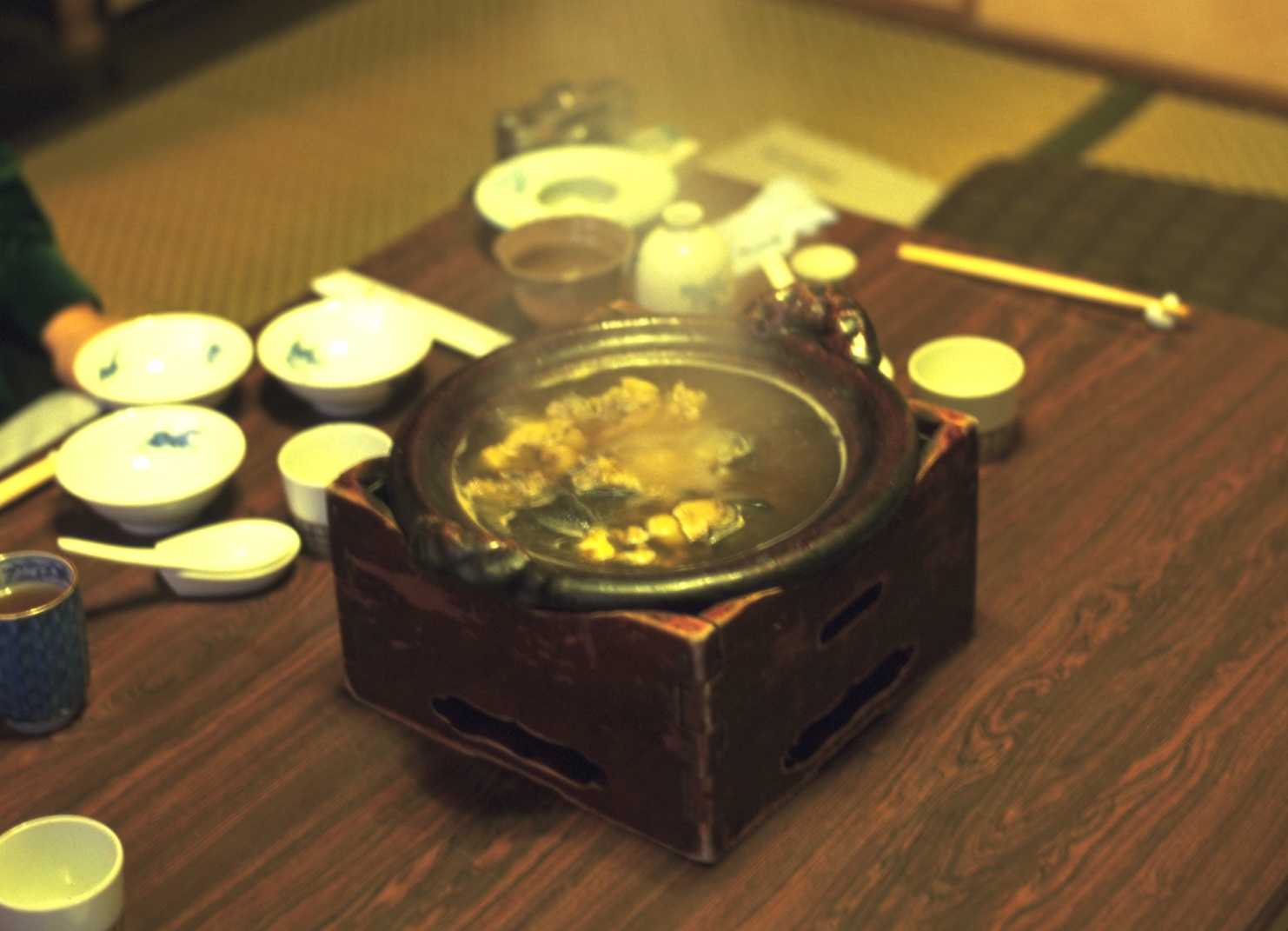
Suppon-nabe japonais, à base de tortue molle (Kyoto).

La tortue molle Pelodiscus sinensis  est très appréciée pour sa chair délicate dans tous les pays d’Asie orientale. Selon la description de China Daily « Les tortues à carapace molle sont connues pour leur goût merveilleux, leur grande valeur tonique et même leur « effet magique » pour améliorer la virilité. Elles figurent sur la liste des prescriptions de certains médecins traditionnels pour les patients souffrant de faiblesse physique, en particulier pour les femmes après la grossesse ».
Les recettes chinoises de soupe de tortue à carapace molle consistent toutes essentiellement à blanchir la tortue dans de l’eau à 80 °C, puis à couper l’animal en morceaux et à faire frire avec des morceaux de poulet, de l’oignon, du gingembre, de la bière (ou du vin de céréale), des baies de goji, du sel, du poivre, du sucre, etc. (voir recette en ligne, ou recette traditionnelle « cruelle »). En Corée, une soupe de carpe et de tortue à carapace molle, nommée Yongbongtang, est une spécialité qui fait la réputation de la ville de Yeoju.
Dans un rapport de 1930, Soame Jenyns indique que les restaurants de Canton les avaient importées du Guangxi en grand nombre, et qu’elles « étaient mangées avec des amandes, rôties à la sauce chili ou frits avec des pousses de bambous, elles étaient considérées comme de grandes délicatesses ».
En raison de la demande croissante et de la chasse excessive, le prix de Pelodiscus sinensis en Chine a grimpé en flèche au milieu des années 1990. Pour ramener les prix à un niveau plus abordable, les autorités chinoises ont investi dans de grandes stations d’élevage de tortues et ont inondé le marché de centaines de millions d’animaux d’élevage.
L’enquête de terrain de Shi Taito et al., menée auprès des 1 500 méga-fermes d’élevage de tortues, a conduit à estimer en 2008 que plus de 300 millions de tortues sont vendues par an, pour une valeur de 750 millions USD. Bien que la majeure partie de ces tortues soient des tortues à carapace molle commune Pelodiscus sinensis, de nombreuses autres espèces sont également élevées, y compris des espèces en danger critique d'extinction. Mais ces données ont été établies à partir des 46 % des fermes qui ont répondu aux enquêteurs. En tenant compte des 54 % de celles qui n’ont pas répondu, les chercheurs estiment le commerce des tortues captives est probablement « une industrie de plusieurs milliards de dollars ». En raison de la compétition entre gros producteurs, les techniques d’élevage sont tenues secrètes.

### Médicinales

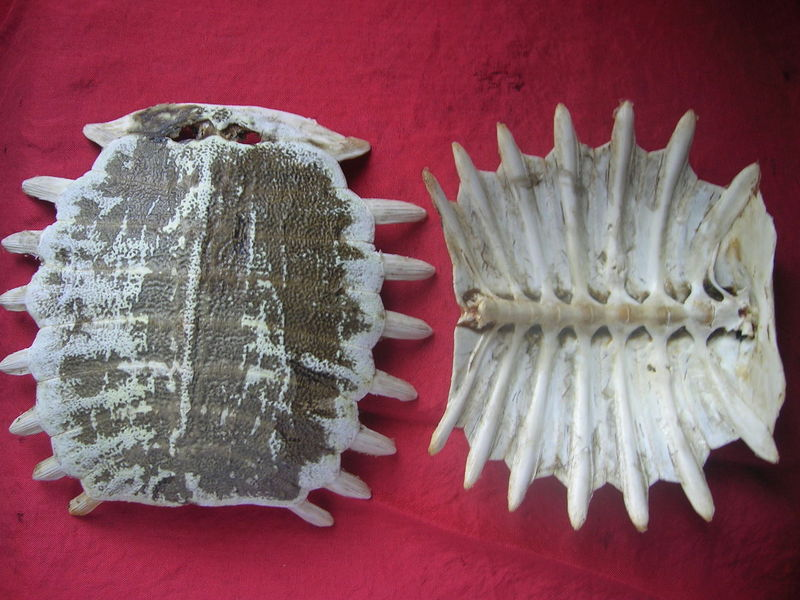
Carapaces de trionyx de Chine 鳖甲 biejia

Parmi les 64 substances animales de la première pharmacopée chinoise, le Shennong bencao jing, figure la carapace de tortue molle (鳖甲 Biē jiǎ). Elle est réputée « Traiter les concrétions, conglomérations, les duretés, accumulations dans le cœur et l'abdomen, le froid et le chaud, glomus pi, polypes, érosion génitale, hémorroïdes, et la chair maligne »,.
Le médecin et pharmacologue Li Shizhen à la fin du XVIe siècle, a consacré une longue notice aux tortues à carapace molle (水龟 shuigui) qui continue à faire autorité (Bencao gangmu). La carapace de trionyx de Chine 龟甲 guijia est bonne pour la carence en yin et la faiblesse du sang (阴虚血弱) ; elle est classée parmi les drogues « toxique » (youdu 有毒) c’est-à-dire ayant une valeur thérapeutique puissante. Par contre la chair rou 肉 est classée non toxique (wudu 无毒) c’est-à-dire un produit à consommer dans un régime diététique, visant à rétablir l’équilibre du corps et la circulation de l’énergie. Diverses recettes de cuisine sont données. Tout comme le médecin hippocratique, le médecin et pharmacologue chinois, disposait en plus du premier registre de soins qui relève d’une thérapeutique d’intervention, d’un second registre pour s’opposer à la maladie : le régime du malade. 
La carapace de la trionyx de Chine est récupérée, nettoyée, séchée au soleil. Elle est employée crue ou cuite, au four dans du sable, puis préparée au vinaigre.
Selon l’ouvrage de Pharmacopée chinoise publiée par You-wa Chen en 2008, le remède 鳖甲 Biē jiǎ, de carapace de trionyx a pour :
- Fonctions

- Nourrir le yin et supprimer le yang hyperactif
- Assouplir et disperser les nodules ou tumeurs
- Indications

- Fièvre vespérale chronique, sueur nocturne
- Hépatomégalie, splénomégalie
Le sang de tortue 龟血 gui xue est aussi un remède traditionnel pouvant se prévaloir des meilleurs ouvrages anciens (Yaoxinglun 药性论 et Bencao gangmu, 本草纲目),.

## Médecine populaire

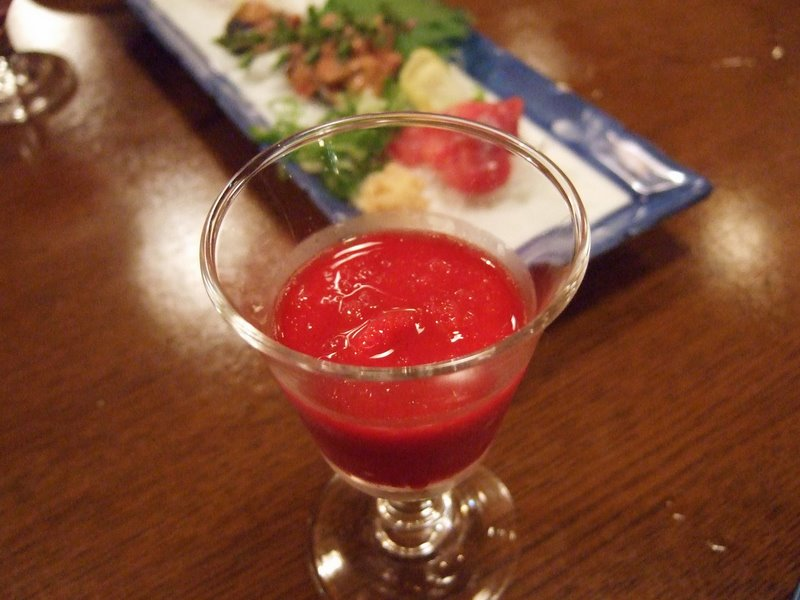
« Tonifiant » fait de sang de tortue (suppon) et de sake

Une croyance répandue en Asie orientale veut que le sang de tortue ou de serpent peut « nourrir les reins » et stimuler le tonus sexuel de l’homme. La bile et le sang frais d’animaux sauvages, agressifs et dangereux, sont des produits d’une extraordinaire puissance symbolique. Les jeunes occidentaux qui parcourent le Vietnam, Taiwan, le Japon ou la Corée, adorent raconter sur leur blog, comment ils ont bu du sang frais de tortue ou de serpent, comment ils ont vaincu courageusement leurs répulsions  naturelles et les frissons de plaisir que ces transgressions leur ont fourni,.
Philippe Pons dans Le Monde du 26 janvier 1999, indique que d’après le directeur d’une entreprise de pharmacopée traditionnelle de Tokyo, « Les potions à base de sang de trionyx, tortue à carapace molle recherchée pour la délicatesse de sa chair, représentent 85 % des ventes. Leur consommation activerait la circulation du sang et les émissions séminales ».
Pour justifier les performances époustouflantes de ses sportifs, au début des années 1990, l'entraîneur chinois Ma Junren déclarait que ses athlètes prenaient des décoctions à base de sang de tortue ou des soupes de chenilles (S. Mandard, Le Monde, 11 août 2008). 
En Chine populaire, le vieux fond de croyance populaire n’a pas disparu. Il est comme la pharmacopée traditionnelle de l’Antiquité très lié au « milieu d'alchimistes et de possesseurs de recettes et méthodes plus ou moins magiques, de guérisseurs que l'on a l'habitude de rapprocher des pratiques et des représentations taoïsantes ». Dans les années 1950, les efforts du régime communiste pour faire rentrer la Chine dans la modernité se sont faits en préservant malgré tout la médecine traditionnelle chinoise et le vieux fond culturel de l'antiquité. Car accepter entièrement la médecine scientifique moderne, qu'ils appellent « médecine occidentale », c'était reconnaître la supériorité  de l'impérialisme occidental. En Occident aussi, les médecines douces alternatives connaissent un grand succès dans la population mais elles n’ont jamais eu le statut officiel, d’une médecine savante et académique, financée par la puissance publique.